# Gaius Claudius Centho (Legat)
Gaius Claudius Centho war ein im späten 3. und frühen 2. Jahrhundert v. Chr. lebender Vertreter der römischen Nobilität. Es ist nur sein Einsatz im Jahr 200 v. Chr. bei den anfänglichen Kämpfen in Roms zweitem Krieg gegen König Philipp V. von Makedonien bekannt.

## Leben
Gaius Claudius Centho entstammte dem römischen Patriziergeschlecht der Claudier. Vermutlich war er ein Sohn des gleichnamigen Konsuls von 240 v. Chr.
Als 200 v. Chr. der Zweite Makedonisch-Römische Krieg gegen König Philipp V. begann, diente Centho als Legat des mit dem Oberbefehl betrauten Konsuls Publius Sulpicius Galba Maximus. Er erhielt den Auftrag, dem von makedonischen Truppen belagerten Athen zu Hilfe zu eilen. Dieser Stadt konnte er auch wirksamen Entsatz bringen. Danach eroberte er das auf der Insel Euböa gelegene Chalkis, das Philipp V. als wichtigen Waffenplatz nutzte. Bei der Erstürmung der Stadt kamen viele gegnerische Soldaten ums Leben und Centho ließ die Magazine anzünden sowie die Statuen des makedonischen Herrschers zerstören. Allerdings reichten seine militärischen Kräfte nicht aus, um Chalkis länger zu halten. Er gab es daher wieder auf, bezog mit seinen Truppen im Hafen von Athen, dem Piräus, Stellung und wehrte auch eine weitere feindliche Attacke auf Athen erfolgreich ab.
Centhos weiteres Schicksal ist aufgrund fehlender Quellenangaben unbekannt. Möglicherweise war er der Vater jenes gleichnamigen Gaius Claudius Centho, der 155 v. Chr. eine römische Delegation nach Asien leitete.